# Louis Charles Antoine Desaix
Louis Charles Antoine Desaix (Saint-Hilaire d'Ayat, 17 de agosto de 1768 – Batalha de Marengo, Itália, 14 de junho de 1800) foi um general e líder militar francês nas Guerras Revolucionárias Francesas. Ao longo do tempo, ele tomou o nome Louis Charles Antoine Desaix de Veygoux.

## Biografia
Desaix nasceu em uma família nobre no Château d'Ayat em Ayat-sur-Sioule, na província de Auvergne, filho de Gilbert des Aix, Senhor de Veygoux, o feudo da família em Charbonnières-les-Varennes, e Amable de Beaufranchet, sua esposa e prima. Desaix recebeu sua educação militar na escola fundada pelo marechal d 'Effiat e entrou para o exército real francês. Durante seus primeiros seis anos de serviço, ele se dedicou ao serviço e aos estudos militares. Quando a Revolução Francesa estourou, ele se lançou pela causa da liberdade. Recusando-se a "emigrar", ele se juntou à equipe de Charles Louis Victor de Broglie, príncipe de Broglie, o filho jacobino do príncipe de Broglie. Isso quase custou a vida de Desaix, mas ele escapou da guilhotina e, por seu serviço conspícuo, logo conquistou o favor do governo republicano. Como muitos outros membros das velhas classes dominantes que aceitaram a nova ordem, o instinto de comando unido à habilidade nativa trouxe o sucesso de carreira de Desaix, e assim ele alcançou o comando de uma divisão em 1794.

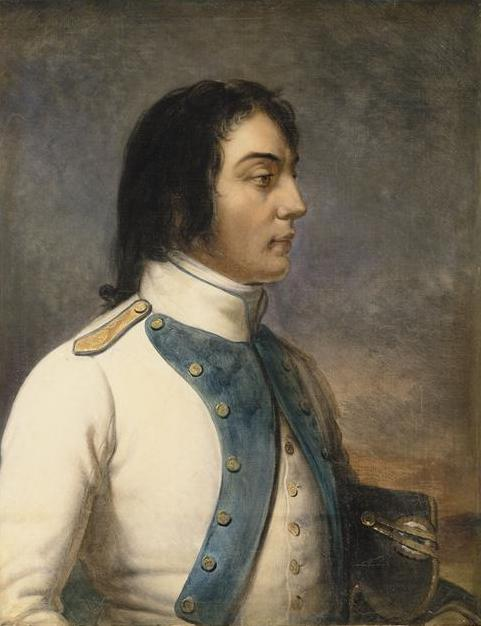
Desaix in the uniform of a captain of the 46th infantry regiment in 1792, by Charles de Steuben.

Durante a campanha de 1795, ele comandou a direita de Jourdan e, durante a invasão de Jean Victor Marie Moreau à Baviera, no ano seguinte, ocupou um comando igualmente importante. Após a retirada que se seguiu quando o arquiduque Carlos venceu as batalhas de Amberg e Würzburg, Desaix comandou a retaguarda de Moreau e, mais tarde, a fortaleza de Kehl, com a mais alta distinção, e seu nome tornou-se uma palavra familiar, como os de Bonaparte, Jourdan, Louis Lazare Hoche, François Séverin Marceau-Desgraviers e Kléber. No ano seguinte, seus sucessos iniciais foram interrompidos pelas Preliminares de Leoben, e ele conseguiu para si uma missão na Itália a fim de encontrar o general Bonaparte, que não poupou esforços para cativar o jovem e brilhante general dos campos quase rivais da Alemanha. Comandante provisoriamente nomeado do "Exército da Inglaterra", Desaix foi logo transferido por Bonaparte para a força expedicionária destinada ao Egito. Foi sua divisão que suportou o impacto do ataque mameluco na Batalha das Pirâmides, e ele coroou sua reputação com suas vitórias sobre Murad Bey no Alto Egito. Entre os felá, ele adquiriu a significativa denominação de "Justo Sultão".
Quando o comando passou para Kléber, Desaix era um dos pequenos grupos selecionados para acompanhar Bonaparte. No entanto, demorou meses antes que ele pudesse se juntar ao novo primeiro cônsul. A campanha de 1800 estava perto de seu clímax quando Desaix, finalmente, chegou à Itália. Ele foi imediatamente designado para o comando de um corpo de duas divisões de infantaria. Três dias depois (14 de junho), destacado, com a divisão de Boudet, em Rivalta, ouviu o canhão de Marengo à sua direita. Tomando a iniciativa, marchou imediatamente em direção ao som, encontrando-se com o oficial do estado-maior de Bonaparte, que viera chamá-lo, a meio caminho. Ele chegou com a divisão de Boudet no momento em que os austríacos foram vitoriosos ao longo de toda a linha. Exclamando: "Ainda há tempo para vencer outra batalha!" ele liderou seus três regimentos direto contra o centro do inimigo. No momento da vitória, Desaix foi morto por uma bala de mosquete. Aconteceu que foi no mesmo dia, quando Jean-Baptiste Kleber, bom amigo de Desaix, e camarada, governador-geral do Egito, foi assassinado no Cairo. Ao ouvir a notícia da morte de Desaix, um Napoleão angustiado exclamou: "Por que não estou autorizado a chorar?".